# Арбереши
Арбереши (Арбанаши; алб. Arbëreshët e Italisë, итал. Albanesi d'Italia; уп. са старим српским називом за Албанце Арбанаси), такође познати као Албанци Италије или Итало-албанци, су албанска етнолингвистичка група у јужној Италији, углавном концентрисана у раштрканим селима у регионима Апулије, Базиликата, Калабрије, Кампаније, Молизеа и Сицилије. Они су потомци тоских избеглица које су побегле из Мореје између 14. и 18. века након османске инвазије на Европу.
Током средњег века, Арбереши су се населиле у Напуљској краљевини у неколико таласа миграција, након успостављања Краљевине Албаније, смрти националног хероја Ђурађа Кастриотија Скендербега и постепеног освајања Византијског царства од стране Османлија.
Њихову културу одређују главне карактеристике које се налазе у језику, католичкој религији византијског обреда, традиционалној ношњи, обичајима, уметности и гастрономији, који се и даље ревносно чувају, уз свест о припадности специфичној социолингвистичкој групи. Током векова, Арбереше су успеле да одрже и развију своје идентитете, захваљујући својој културној вредности коју су испољиле углавном две верске заједнице византијског обреда са седиштем у Калабрији, Колеџ Корсини 1732. године, затим Италијанско-албански колеџ Сант'Адриано Сан Бенедето Улано 1794. године, и Италијанско-албанска богословија у Палерму 1735. године, која је потом 1945. пребачена у Пјана дегли Албанези.
Данас, већина од педесет заједница Арбереша су присталице Италоалбанске цркве, источне католичке цркве. Припадају двема епархијама, Лунгро, за Арбереш континенталне Италије, Пиана дегли Албанеси, за Арбереш на Сицилији и манастир Гротаферата, чији монаси базилијани углавном потичу из албанских насеља Италије. Црква је најважнија организација за одржавање карактеристичног верског, етничког, језичког и традиционалног идентитета заједнице Арбереше.
Арбереши говоре арберешки језик, тоску албанску варијанту која укључује мешање кодова са регионалним романским језицима Италије. Оно је од посебног интереса за ученике савременог албанског језика јер задржава гласовне, морфосинтаксичке и речникске елементе језика који се говорио у предосманској Албанији. У Италији, албански језик (а не посебно арбереш) је заштићен законом број 482/99, који се односи на заштиту историјских језичких мањина.
Арбереше су расуте по јужној Италији и Сицилији, а у малом броју и у другим деловима Италије. Има их у великом броју у Северној и Јужној Америци, посебно у САД, Бразилу, Чилеу, Аргентини, Мексику, Венецуели, Уругвају и Канади, као и у Уједињеном Краљевству. Процењује се да има око 100.000 Итало-Албанаца (400.000 ако укључујући и оне изван Италије); они чине једну од најстаријих и највећих мањина у Италији. Бити Италијан и Арбереш су централни за идентитет итало-Албанаца. Када говоре о њиховој „нацији“, Арбереш користи израз Арбериа, лабав географски термин за раштркана села у јужној Италији која користе арберешки језик. Поносни су на своју албанску етничку припадност, идентитет и културу, али се такође идентификују као италијански држављани, будући да у Италији живе стотинама година.
У светлу историјских догађаја, секуларни континуитет албанског присуства у Италији је изузетан. У 2017. години, са Републиком Албанијом, званична пријава за укључивање народа Арбереш поднета је УНЕСКО-у као живог људског и друштвеног нематеријалног наслеђа човечанства.

## Деоба
Арберешка села садрже два или три имена, једно италијанско, као и једно или два домаћа имена Арбереш по којима мештани познају место. Заједнице Арбересхе подељене су на бројна етничка острва која одговарају различитим областима јужне Италије. Међутим, нека места су већ изгубила своје изворне карактеристике и језик, а друга су потпуно нестала. Данас Италија има 50 заједница арберешког порекла и културе, 41 општину и 9 села, распоређених у седам региона јужне Италије, чинећи популацију од око 100.000 људи. Нека острва културе опстају у метрополитанским областима Милана, Кјерија, Торина, Рима, Напуља, Барија, Козенце, Кротона и Палерма. У остатку света, након миграција из двадесетог века у земље као што су Канада, Чиле, Бразил, Аргентина, Уругвај и Сједињене Државе, постоје јаке заједнице које одржавају традицију Арбереша.
Потпуна листа заједница Арбереш у Италији је:
- Абруцо
  - Провинција Пескара
    - Вила Бадеса (frazione of Rosciano): Badhesa
- Молизе
  - Провинција Кампобасо
    - Кампомарино : Këmarini
    - Монтечилфоне : Munxhufuni
    - Портоканоне : Portkanuni
    - Урури : Rùri
- Кампанија
  - Провинција Авелино
    - Гречи : Katundi
- Апулија
  - Провинција Фођа
    - Казалвекио ди Пуља : Kazallveqi
    - Кјеути : Qefti

  - Провинција Таранто
    - Сан Марцано ди Сан Ђузепе : Shën Marcani
- Базиликата
  - Провинција Потенца
    - Бариле : Barilli
    - Ђинестра : Zhura
    - Маскито : Mashqiti
    - Рионеро ин Вултуре :[8] A-Rionero
    - Сан Козтантино Албанезе : Shën Kostandini Arbëresh
    - Сан Паоло Албанезе : Shën Pali Arbëresh
- Калабрија
  - Провинција Катанцаро
    - Андали : Andalli
    - Карафа ди Катанцаро : Garafa
    - Маркедуза : Marçëdhuza
    - Вена ди Маида (frazione of Maida): Vina

  - Провинција Козенца
    - Акваформоза : Firmoza
    - Кантинела (frazione of Corigliano-Rossano): Kantinela
    - Черцето (у општини Черцето): Qana
    - Кастроређо : Kastërnexhi
    - Цаваллериззо (фразионе оф Церзето): Кајверици
    - Цивита : Цифти
    - Еианина (фразионе оф Фрасцинето): Пурцилл
    - Фалцонара Албанесе : Фуллкунара
    - Фарнета (фразионе оф Цастрорегио): Фарнета
    - Фирмо : Ферма
    - Фрасцинето : Фраснита
    - Лунгро : Унгра
    - Маццхиа Албанесе (фразионе оф Сан Деметрио Цороне): Маки
    - Малито
    - Марри (фразионе оф Сан Бенедетто Улолано): Алимарри
    - Монграссано : Мунграсана
    - Платаци : Пллатени
    - Сан Басиле : Схен Васили
    - Сан Бенедетто Уллано : Схен Бенедхити
    - Санта Цатерина Албанесе : Пицилиа
    - Сан Цосмо Албанесе Стрихари
    - Сан Деметрио Цороне : Схен Митри
    - Сан Гиоргио Албанесе : Мбузати
    - Сан Гиацомо ди Церзето (фразионе оф Церзето): Шен Јапку
    - Сан Мартино ди Финита : Схен Мертири
    - Санта Софиа д'Епиро : Схен Софиа
    - Спеззано Албанесе : Спикана
    - Ваццариззо Албанесе : Вакарици

  - Провинција Кротоне
    - Царфиззи : Карфици
    - Паллагорио : Пухериу
    - Сан Ницола делл'Алто Схен Колли
- Сицилија
  - Провинција Катанија
    - Бианцавилла : Цаллицари

  - Провинција Палермо
    - Цонтесса Ентеллина : Кундиса
    - Пиана дегли Албанеси : Хора е Арбересхевет
    - Санта Цристина Гела : Сендахстина
    - Палаззо Адриано : Паллаци
    - Меззојусо : Мункифсит

## Историја

### Етноним
У средњем веку, староседеоци Албанци на подручју Албаније су своју земљу називали Арбери или Арбени и називали се Арбересхе или Арбенесхе. У шеснаестом веку, топоним Схкипериа и демоним Схкиптаре постепено су заменили Арбериа, односно Арбересх. Данас се само Албанци у Италији, чији су се преци доселили из средњег века, зову Арбересх, а језик Арберисхт . Термин Арбереше и његове варијанте као ендониме користе и Арбанаси у Хрватској и Арванити у Грчкој.

### Ране миграције
Арбереше су се између 11. и 14. века кретале у малим групама према централној и јужној Албанији и северу и југу Грчке ( Тесалија, Коринт, Пелопонез, Атика) где су оснивали колоније. Њихова војна вештина учинила их је омиљеним плаћеницима Франка, Каталонаца, Италијана и Византинаца.
Инвазија Турака Османлија на Балкан у 15. веку приморала је многе Арбереше да емигрирају из Албаније и Епира у јужну Италију. Било је неколико таласа миграција. Године 1448, краљ Напуља Алфонсо В од Арагона апеловао је на Скендербега да помогне у сузбијању побуне у Напуљу. Скендербег је послао војску под вођством Деметрија Ререса и његова два сина. На молбу албанских војника, краљ Алфонсо им је доделио земљу и они су 1448. насељени у дванаест села у планинској области званој Катанцаро. Годину дана касније, синови Деметрија, Ђорђе и Василије, заједно са осталим Албанцима, настањени су у четири села на Сицилији.
После Скендербегове смрти 1468. организовани албански отпор Османлијама је престао. Као и већи део Балкана, Албанија је постала подложна инвазији Турака. Многи њени људи под влашћу Луке Бафе и Марка Бечија побегли су у суседне земље и настанили се у неколико села у Калабрији. Од Скендербегове смрти па до 1480. године било је сталних миграција Албанаца на италијанско приморје. Током 16. века ове сеобе су се наставиле и на италијанском тлу су настала друга албанска села. Нови имигранти су често запошљавали посао као плаћеници које је унајмила италијанска војска.
Други талас емиграције, између 1500. и 1534. године, односи се на Арбереше из централне Грчке. Ангажовани као плаћеници у Венецији, морали су да евакуишу колоније Пелопонеза уз помоћ трупа Карла V, пошто су Турци напали ту област. Карло В је успоставио ове трупе у јужној Италији да ојача одбрану од претње турске инвазије. Основани у изолованим селима (што им је омогућило да задрже своју културу до 20. века), Арбереше су традиционално били војници Напуљске краљевине и Венецијанске Републике, од верских ратова до Наполеонове инвазије.

### Касније сеобе
Талас миграција из јужне Италије у Америку 1900–1910. и 1920–1940. депопулирао је отприлике половину села Арбереше и изложио становништво ризику од културног нестанка, упркос почетку културног и уметничког препорода у 19. веку.

Од краја комунизма у Албанији 1990. године, дошло је до таласа имиграције Албанаца у села Арбереше.
- Етнографска карта: 1859. са зеленим приказом албанског становништва
- албанске етно-лингвистичке територије

## Језик
Арберешки језик потиче од дијалекта тоск којим се говори у јужној Албанији, а говори се у јужној Италији у регионима Калабрије, Молизеа, Апулије, Базиликата, Кампаније, Абруција и Сицилије. Сви дијалекти Арбереша су уско повезани један са другим, али нису у потпуности међусобно разумљиви.
Арберешки језик задржава многе архаизме средњовековног албанског из предосманске Албаније у 15. веку. Такође задржава неке елементе грчког језика, укључујући речник и изговор. Такође је сачувао неке конзервативне карактеристике које су изгубљене у главном албанском Тоску . На пример, сачувао је одређене групе сугласника на почетку слога које су поједностављене у стандардном албанском (уп. Арберисхт глухе  ('језик/језик'), вс. стандардни албански гјухе  ). Звучи архаичније од стандардног албанског, али је довољно близу да је написано истим албанским писмом као и стандардни албански. Шћиптар (Албанац) који слуша или чита Арберисхт је сличан савременом говорнику енглеског који слуша или чита Шекспиров енглески . Арбереш језик је од посебног интереса за студенте савременог албанског језика јер представља гласове, граматику и речник пре-османске Албаније.
Albanese се обично звао Албанац („Албанац“ на италијанском) у Италији до 1990-их. Донедавно, говорници арберишта имали су само врло непрецизне појмове о томе колико је њихов језик сродан или неповезан са албанским. До 1980-их арбериш је био искључиво говорни језик, изузев његовог писаног облика који се користио у итало-албанској цркви, а Арберешци нису имали практичну повезаност са стандардним албанским језиком који се користио у Албанији, јер овај облик нису користили у писаној форми или у медија. Када је велики број имиграната из Албаније почео да улази у Италију 1990-их и ступио у контакт са локалним заједницама Арбереша.
Од осамдесетих година прошлог века организовани су одређени напори да се очува културно и језичко наслеђе језика. Арберишт је последњих деценија полако опадао, али тренутно доживљава препород у многим селима у Италији. Особе као што је Ђузепе Широ Ди Мађо урадиле су много на школским уџбеницима и другим алатима за учење језика на том језику, произвевши две књиге Удха е Мбаре и Удхетими, обе коришћене у школама у селу Пјана дели Албанези.
Лингвисти који се фокусирају на језик су (албански) Еда Дерхеми, (рођен у дијаспори) Мартин Ди Мађо  као и (родом из Пиана дегли Албанеси) Вито Матранга.
Не постоји званична политичка, административна или културна структура која представља заједницу Арбереш. Арбереш не спада у групу мањинских језика који уживају посебну заштиту државе према члану 6 италијанског Устава. На регионалном нивоу, међутим, Арберишту је додељен одређени степен званичног признања у статутима аутономије Калабрије, Базиликата и Молизеа.
- У случају Калабрије, регион треба да обезбеди препознавање историјске културе и уметничког наслеђа становништва арберешког порекла и да промовише наставу два језика у местима где се говоре.
- Члан 5. статута аутономије Базиликате предвиђа да регионалне власти „промовишу поновно уважавање оригиналности језичког и културног наслеђа локалних заједница“.
- Коначно, статутом аутономије регије Молизе прописано је да ће регион „бити чувар језичког и историјског наслеђа и народних традиција етничких заједница које постоје на њеној територији и, у договору са заинтересованим општинама, промовисати поновно поштовање од њих".

У одређеним општинама локалне власти подржавају културне и језичке активности које промовишу заједнице Арбереша и пристале су на постављање двојезичних путоказа. Постоје удружења која покушавају да заштите културу, посебно у провинцији Козенца. Арбереш језик се користи у неким приватним радијима и публикацијама. Основни закони области Молизеа, Базиликата и Калабрије упућују на арберешки језик и културу. Ипак, повећање обуке у употреби писаног језика дало је наду за континуитет ове културе.

## Књижевност

### Рана арберешка књижевност
Прво дело итало-албанске књижевности било је дело сицилијанског протојереја Леке Матранге (1567–1619). Књига је носила назив Е мбсуама е кресхтере (Хришћанска доктрина) и био је једноставан верски превод на арбереш језик, са циљем да се хришћанство приближи свом народу у јужној Италији. Док током 17. века није било Арбереш писаца, у 18. веку је постојао Ђулио Варибоба (1724–1788, Jul Variboba ), који многи Албанци сматрају првим правим песником у целој албанској књижевности. Рођен у Сан Гиоргио Албанесе (Мбузати) и школован у богословији Цорсини у Сан Бенедетто Уллано, након многих полемика са локалним свештеником отишао је у изгнанство у Рим 1761. године и тамо је 1762. објавио своју дугачку лирску песму Гхиелла е Схен Мериис (Живот Виргхиер). Богородице). Песма је у потпуности написана на дијалекту Сан Ђорђа и има око 4717 редова. Варибоба се сматра јединственим у албанској књижевности по својој поетској осетљивости и разноврсности ритмичког израза. Друга позната уметничка личност тог времена био је Никола Чета (1740–1803) познат на албанском као Николле Кета . Као песник писао је стихове и на албанском и на грчком језику, а компоновао је и први албански сонет 1777. Као песник, лексикограф, лингвиста, историчар, теолог и ректор Грчке богословије, његова разноврсност и универзалност дела га издваја од других писаца тог периода. Најистакнутија личност међу писцима Арбереша и најистакнутија личност албанског националистичког покрета у Италији у 19. веку био је Ђироламо де Рада ( Jeronim De Rada ). Рођен као син пароха итало-албанске католичке цркве у Макија Албанезе ( Maqi ) у планинама Козенце, Де Рада је похађао колеџ Светог Адријана у Сан Деметрио Коронеу. Октобра 1834. године, по очевој жељи, уписао се на Правни факултет Универзитета у Напуљу, али су главни фокус његовог интересовања остали фолклор и књижевност . У Напуљу је 1836. године Де Рада објавио прво издање своје најпознатије песме на албанском језику, „Песме о Милошу“, под италијанским насловом Поесие албанеси дел сецоло XV. Цанти ди Милосао, фиглио дел деспота ди Сцутари (албанска поезија из 15. века. Песме Милоша сина скадарског деспота). Његово друго дело, Цанти сторици албанеси ди Серафина Тхопиа, моглие дел принципе Ницола Дуцагино, Напуљ 1839 (Албанске историјске песме Серафине Топије, супруге принца Николаса Дукађинија), заплениле су Бурбонске власти због наводне Де Радине завереничке припадности током италијански Ризорђименто . Дело је поново објављено под насловом Цанти ди Серафина Тхопиа, принципесса ди Задрина нел сецоло XV, Напуљ 1843 (Песме Серафине Топије, задринске принцезе у 15. веку) и касније у трећој верзији као Спеццхио ди умано трансито, вита ди Серафина Топија, Принципесса ди Дуцагино, Напуљ 1897 (Огледало људске пролазности, живот Серафине Топије, принцезе од Дукађина). Његова историјска трагедија на италијанском језику И Нумиди, Напуљ 1846 (Нумиђани), разрађена пола века касније као Софонисба, драмма сторицо, Напуљ 1892 (Софонисба, историјска драма), уживала је само скроман одјек у јавности. Револуционарне 1848. године, Де Рада је основао лист Л'Албанесе д'Италиа (Италијански Албанац) који је укључивао чланке на албанском. Овај двојезични "политички, морални и књижевни часопис" са коначним тиражом од 3.200 примерака био је први часопис на албанском језику.
Де Рада је био претеча и први чујни глас романтичарског покрета у албанској књижевности, покрета који је, инспирисан његовом непогрешивом енергијом за национално буђење међу Албанцима у Италији и на Балкану, требало да еволуира у романтични национализам карактеристичан за Период Рилинџе у Албанији. Његове новинарске, књижевне и политичке активности биле су инструменталне не само за подизање свести за мањину Арбереш у Италији, већ и за постављање темеља за албанску националну књижевност.
Најпопуларније од његових књижевних дела је горе поменути Цанти ди Милосао (Песме о Милошу), познат на албанском као Кенгет е Милосаос, дуга романтична балада која приказује љубав Милоса, измишљеног младог племића из Скадра (Скадра) из петнаестог века. ), који се вратио кући из Солуна . Овде, код сеоске чесме, сусреће и заљубљује се у Рину, ћерку пастира Кологреа. Разлика у друштвеном положају између љубавника дуго омета њихову заједницу све док земљотрес не уништи и град и сваки привид класне разлике. После венчања у иностранству, рађа се дете. Али период брачног блаженства не траје дуго. Милосов син и жена убрзо умиру, а он сам, рањен у борби, гине на обали реке у близини Скадра.

## Религија

### Итало-албанска црква
Италијанско-албанска католичка црква, посебна црква суи иурис, укључује три црквене јурисдикције: Епархију Лунгро дегли Итало-Албанеси за Албанце јужне Италије са седиштем у Лунгру (ЦС); Епархија Пиана дегли Албанеси за Албанце острвске Италије са седиштем у Пиана дегли Албанеси (ПА); Територијална опатија Санта Мариа од Гротаферата, са базилијанским монасима (ОСБИ) долазе из итало-албанских заједница, смештена у јединој цркви опатије и опатије у Гротаферати (РМ).
Италијанско-албанска католичка црква, будући да је византијска енклава на латинском Западу, секуларно је склона екуменизму између Католичке цркве и Источне православне цркве . То је било једино пребивалиште источног хришћанства од краја средњег века до двадесетог века у Италији .
На територији итало-албанске цркве постоје институције и верске конгрегације византијског обреда : Базилијански ред Гротаферата, Цоллегине Сестерс оф Сацра Фамиглиа, Пиццоле операие деи Сацри Цуори и конгрегација сестара Василијана, кћери Свете Макрине.

## Култура

### Традиције и фолклор
Међу Арберешима сећање на Скендербега и његове подвиге одржавало се и преживљавало кроз песме, у облику Скендербеговог циклуса.

### Гјитонија
„Гјитонија“ је облик насеља типичан за заједнице Арбереша и распрострањен у целом народу Арбереша. Потиче од грчког γειτονια (геитониа). Гјитониа функционише као микросистем око којег се врти живот хоре (села); Ђитонија је мања верзија распореда села која се често састоји од малог трга према коме су оријентисане уличице, окруженог зградама које имају отворе ка већем тргу (шеш) под дијагоналним угловима. Назив се обично узима од породица које тамо живе. Друштвени аспект Гјитоније је древна и историјска структура у којој су коегзистирале вредности гостопримства и солидарности између породица суседства и где није било разлике у друштвеним класама. Углавном за италијанско-албанске заједнице, то је свет у коме су односи били толико јаки да су створили праве породичне односе толико да је Арбересхеова фраза Гјитони гјири („суседски рођаци“) типична.

### Кухиња
Арбересхе кухиња се састоји од кухиње Албаније и Италије . Стил кувања и храна повезана са њим еволуирали су током много векова од њиховог албанског порекла до мешане кухиње са сицилијанским, калабријским и луканским утицајима.
Ова традиционална јела су Пиана дегли Албанеси ( Палермо, Сицилија):
- Странгујет – Облик њока који се зове Странгујте направљен од брашна ручно, зачињен сосом од парадајза ( ленк ) и босиљком. Традиционално, ово јело су конзумирале породице које су седеле око дрвеног стола у нивоу пода ( збрилла ) 14. септембра, на Феста е Крикит Схејт (Узвишење Крста).
- Грурет – јело од куване пшенице зачињено маслиновим уљем, познато као цуцциа на сицилијанском језику. Традиција је да се једе на Феста е Сенда Ллуцисе . Варијације су употреба заслађеног млека или рикоте са пахуљицама чоколаде, коре поморанџе и бадема.
- Канојет – Цанноли, универзално познато слатко пециво Пианото. Његова кулинарска тајна је вафла ( схкорца ) од брашна, вина, масти и соли и пуњена заслађеном рикотом, а на крају посута процејаном чоколадом.
- Буке – Арбереш хлеб ( буке ) се припрема од локалног брашна од тврдог зрна и прави се у округли и углавном квасни облик природним методама. Кува се у старинским пећима за огрев ( Тандоор). Једе се топло зачињено маслиновим уљем ( вај и уллирит ) и посуто сиром или свежом рикотом.
- Панарет – Арбереш ускршњи хлеб обликован у круг или у две велике плетенице и посут сусамом. Украшена је црвеним ускршњим јајима. Ускршња јаја су обојена у тамноцрвену боју да представљају крв Христову, јаја такође представљају нови живот и пролеће. Традиционално се једе за време Васкрсења. После 40 дана поста, по византијској католичкој традицији, ускршња слава мора да почне полако, уз лагану трпезу после поноћне литургије у суботу увече. Пост се углавном прекида панаретом.
- Лошкат и Петуллат – Заслађено сферично или уситњено пржено дизано тесто. Једе се уочи карневала Е Март е Мадх .
- Те плотит – Слатки колач у разним облицима са филом од мармеладе од смокава, једно од најстаријих арбереш јела.
- Миланисе – Традиционално једе на Дан Светог Јосифа ( Феста е Схен Зефит ) и Велики петак, јело је од тестенине направљено са сосом ( ленк ) од пасте од дивљег коморача, сардина и пињола .
- Удхосе и Гјизе – Домаћи сир и рикота који се обично суше на отвореном.
- Ликенге – Свињске кобасице зачињене сољу, бибером и семеном коморача (фаре мбраи).
- Ллапсана – Шумска кеља ( ллапсана) пржена са белим луком и уљем.
- Дорезет – Врло танки домаћи шпагети од гриза, кувани у млеку и једу на Вазнесење Господње .
- Гросхет – Супа од фава пасуља, сланутка и махуна.
- Вердхет – За време Ускрса се спрема нека врста пите са јајима, јагњетином, рикотом, овчијим сиром и (претходно куваним) листовима златног чичка ; у неким селима се уместо њих користе млади надземни делови дивљег коморача .

## Физички изглед
Истраживање из 1918. обухватило је 59 мушкараца Арбереша из Козенце, Калабрија, резултат је показао да је светла коса била присутна код 27% њих. Иста студија је такође показала да су фреквенције светлих очију и беле коже биле 47% и 67% респективно. Арбересхе, из ове анкете, утврђено је да су генерално мање пигментирани од Калабријаца. Такође су виши (м. 1,64) и мање долихоцефали (цефалични индекс 80,6).

## Генетика
Према Сарно и др. 2015 постоји много И-ДНК хаплогрупа присутних међу Арбересхе. Те хаплогрупе деле и са њиховим италијанским и балканским суседима. Арбереше се појављују као мало диференцирани од домородаца јужних Италијана, и уместо тога се преклапају са другим јужнобалканским становништвом Албаније и Косова.

## Галерија
- Иконостас у цркви у Пиана дегли Албанеси, Сицилија
- Статуа албанског хероја Ђерђија Кастриотија у Чивити, Калабрија
- Двојезично за пијацу у Чивити
- Двојезична табла на албанском и италијанском у Масцхито, Басилицата
- Свештеник итало-албанске католичке цркве у Цонтесса Ентеллина, Сицилија
- Занатска радионица Арбересх у Пиана дегли Албанеси
- Албанска фолклорна група Катунди, у Кампанији
- Традиционална ношња Арбересхе из Сан Мартино ди Финита у Калабрији
- Албански плес, Цивита
- Типичне Арбересхе женске ношње Сан Басилеа у Калабрији